# Teknikåret 2011

## Händelser

### Januari
- 26 januari - Antalet Internetanvändare runtom i världen når 2 miljarder (PhysOrg)

### Februari
- 15 februari -  IBM:s superdator Watson slår två människor i Jeopardy!, vilket ses som en viktig milstolpe i utvecklingen av artificiell intelligens. (Kurzweil AI)

### Augusti
- 12 augusti -Invigning  översvämningsbarriären Sankt Petersburgdammen, Ryssland

## Avlidna
- 5 oktober – Steve Jobs, 56, amerikansk entreprenör, grundare av och sedermera vd och styrelseordförande för Apple.[1]

### Fotnoter
1. ↑  ”Dagens Nyheter”. 6 oktober 2011. http://www.dn.se/ekonomi/steve-jobs-dod. Läst 6 oktober 2011.